# Episodi di Joséphine, ange gardien (quattordicesima stagione)
Joséphine, ange gardien è una serie televisiva francese, andata in onda sinora per 19 stagioni. Qui sotto sono riportate le trame degli episodi della quattordicesima stagione della trasmissione, uscita in Francia tra il 2013 e il 2014 e in Italia nel 2015.

## Episodio 63: Il circo Borelli
- Titolo originale: '
- Diretto da:
- Scritto da:

### Trama
Joséphine giunge in un circo dove aiuta Jules Borelli, il giovane trapezista erede dell'omonimo circo, traumatizzato dalla morte del padre, avvenuta proprio durante un esercizio al trapezio. Il circo si trova in grande difficoltà economica ed è minacciato da un ispettore per la protezione degli animali troppo zelante. Per di più stanno capitando incidenti sempre più sospetti: che qualcuno stia cercando di sabotarlo? e chi? Toccherà a Joséphine aiutare Jules e i suoi fratelli circensi a distinguere gli amici dai nemici e a fare luce su quanto sta succedendo in modo da far tornare in auge il Circo Borelli.

## Episodio 64: A ruota libera
- Titolo originale: '
- Diretto da:
- Scritto da:

### Trama
Christophe Giovannì è un brillante architetto a capo di un rinomato studio ma purtroppo ha perso l'uso delle gambe dopo un brutto incidente in auto e da quel momento la sua vita è sprofondata: ha perso la moglie, gli amici, non va più al lavoro, non ha più voglia di vivere e tratta malissimo le poche persone rimastegli accanto. Sarà Joséphine, nei panni della sua assistente personale, ad aiutarlo a rimettere insieme i cocci della sua vita e a recuperare la voglia di viverla fino in fondo.

## Episodio 65: Matrimonio movimentato
- Titolo originale: '
- Diretto da:
- Scritto da:

### Trama
Questa volta la cliente di Joséphine è Camille, una giovane fotografa assunta per fare un servizio fotografico di un matrimonio. I problemi sorgono quando Camille scopre che lo sposo è Hugo, il suo ex-fidanzato che lei stessa avrebbe dovuto sposare cinque anni prima ma che lasciò apparentemente senza motivo, ma Joséphine dovrà aiutare anche Elisa, la giovane sposa che avendo capito che la fotografa altri non è che la famosa ex di suo marito, si troverà ad affrontare una situazione alquanto bizzarra...

## Episodio 66: Un padre e una figlia
- Titolo originale: '
- Diretto da:
- Scritto da:

### Trama
Helena Delmas gestisce con successo una galleria d'arte moderna nella speranza un giorno di diventare socia del proprietario. Nella sua vita però non tutto è perfetto: a causa del comportamento di suo padre Victor, che non vede da 15 anni, Helena non riesce ad avere una vita sentimentale soddisfacente non avendo più fiducia negli uomini. Ed è proprio il simpaticissimo Victor, truffatore seriale dal talento indiscutibile, il cliente di Joséphine, il cui compito stavolta sarà quello di riappacificare padre e figlia, riportando Victor sulla retta via per permetter loro di darsi un'altra chance. Tra truffe ben riuscite, amori mai dimenticati e nuovi batticuori, colpi di scena e tanta arte, riuscirà Joséphine a portare a termine la sua missione?

## Episodio 67: Gli angeli
- Titolo originale: '
- Diretto da:
- Scritto da:

### Trama
Questa volta Joséphine ha come cliente Claire Lafitte, giovane mamma di Simon, un ragazzino di 10 anni appassionato di Spazio e grande conoscitore del Museo dell'Aria e dello Spazio di Paris - Le Bourget. Il ragazzo, orfano di padre, ingegnere aerospaziale, sogna di tornare per il suo compleanno alla Stazione Spaziale di Kourou in Guyana francese, laddove è nato ma la madre ha perso il lavoro e, nonostante voglia mantenere questa promessa, sa già che non riuscirà a realizzarla. Per di più la suocera di Claire, viste le condizioni difficili in cui versano nuora e nipote, fa domanda al giudice per l'affidamento di Simon. Grazie all'aiuto di Joséphine però, Claire, ex cantante, riuscirà, non senza difficoltà, a mettere su una corale insieme ad alcuni vicini di casa per partecipare ad un concorso il cui primo premio sono 10.000 Euro in modo da poter portare Simon a Kourou e permettere delle vacanze anche agli altri bambini del palazzo, il condominio "Gli angeli". La corale infatti si chiamerà corale degli angeli. Fra colpi di scena, vecchie fiamme e nuovi amori, amicizia e solidarietà, riusciranno Claire, Joséphine e la corale a realizzare il sogno di Simon?

## Episodio 68: Viaggio in Thailandia
- Titolo originale: '
- Diretto da:
- Scritto da:

### Trama
Tripla missione per Joséphine, nei panni di un'assicuratrice della Europ Assistance in Thailandia. Qui dovrà aiutare un ragazzo in crisi lasciato dalla moglie e con problemi di salute, una ragazza in fuga dal padre ingombrante e un bambino malato di cuore. Le cose si intrecciano grazie all'intervento della dea thailandese Mae Thorani e la missione si preannuncia per nulla semplice ma Joséphine non è il tipo da scoraggiarsi...

## Episodio 69: Una doppia vita
- Titolo originale: '
- Diretto da:
- Scritto da:

### Trama
Questa volta la cliente di Joséphine è Julie Millot, moglie devota dell'ottico Frank, uomo spigliato e simpatico che conquista tutti con il suo savoir-faire, ottimo padre di due figlie pazze di lui e genero impeccabile di due suoceri che lo adorano. Ma Julie non è convinta, ci sono cose che la fanno dubitare della fedeltà di suo marito, piccoli segnali ai quali lui prontamente da una spiegazione. Ma il dubbio rimane.. Frank è davvero l'uomo meraviglioso che sembra o non è tutto oro quello che luccica? Grazie a Joséphine Julie riuscirà a fare chiarezza e a prendere le sue decisioni.

## Episodio 70: Tango
- Titolo originale: '
- Diretto da:
- Scritto da:

### Trama
Maria-Sol Jimenez, una famosa ballerina e coreografa di tango, sembra aver vissuto una vita costellata di menzogne. Ha rubato il nome a una ballerina argentina, allieva prediletta di un famosissimo ballerino di tango e, soprattutto, ha mentito al figlio circa l'identità di suo padre. Ma ora queste bugie stanno per essere svelate a tutti. Fortunatamente per lei Joséphine, che entra a far parte della compagnia di danza di Maria-Sol come suonatrice di fisarmonica, aiuterà la donna a liberarsi delle sue angosce e a rivelare tutta la verità.